# 扬·奥尔特
扬-亨德里克·奥尔特（荷蘭語：Jan Hendrik Oort，1900年4月28日—1992年11月5日）是一名荷兰天文学家，在銀河系結構和动力学、射电天文学方面做出了许多重要的贡献。

## 生平
奥尔特1900年出生于荷兰北部弗里斯兰省的弗拉内克（Franeker），1917年进入格罗宁根大学学习物理学。在校期间，奥尔特听了著名天文学家卡普坦的课，对天文学产生了浓厚的兴趣。大学毕业后留校担任助理。1922年奥尔特赴美国耶鲁大学工作，1924年回到荷兰，开始在莱顿天文台从事研究助理工作，1930年成为讲师，1935年又成为临时教授。
这段时间奥尔特主要从事恒星运动学，特别是高速星方面的研究。他分析了大量恒星的视向速度和自行的数据，发现与太阳的相对速度低于63km/s的恒星运动方向大体随机分布，而高于此速度的恒星则基本上沿着一个方向运动。凭借这一发现奥尔特于1926年取得了博士学位。1927年，瑞典天文学家林德布拉德发表了著名的关于银河系较差自转的论文，奥尔特意识到自己的观测资料与之相符，于是他立刻着手建立了两个根据恒星视向速度和自行确定银河系自转的公式，即奥尔特公式，公式中的两个常数后来被称为奥尔特常数。这些结果于1927年发表，很快在天文学界引起了轰动，奥尔特从此声名鹊起。同年他结了婚。
1928年，奥尔特又与瑞典天文学家林德布拉德建立了银河系较差自转的动力学理论。1932年，奥尔特提出了银河系中存在大量暗物质的想法。1938年，奥尔特运用恒星统计的方法研究了太阳附近恒星的分布，发现了银河系的旋臂结构。1945年二战结束后，莱顿天文台台长赫茨普龙退休，由奥尔特接任。他上任后积极组织了天文台的重建工作，使其很快从战争的阴影中恢复过来。1950年，奥尔特提出彗星起源于距离太阳15万天文单位的彗星云假说，这团彗星云被人们称为“奥尔特云”。
奥尔特还是少数几个率先认识到雷达和无线电技术在天文学上的重要作用的科学家之一。1951年，奥尔特与C.A.Muller等人在Ewen和Purcell之后探测到了中性氢21厘米波，这个发现在射电天文学上具有里程碑式的意义，奥尔特很快认识它在研究银河系结构方面的潜力。由于他的积极游说，1956年荷兰在德温厄洛建成了口径为25米的射电望远镜，一度成为当时世界上最大的射电望远镜。1958年-1959年，奥尔特等人又绘制出人类第一幅银河系的中性氢21厘米波分布图，证实了银河系的漩涡结构，还发现了正在膨胀的3千秒差距旋臂。在奥尔特的推动下，荷兰又于1970年建成了韦斯特博克综合孔径射电望远镜（WSRT），由12个25米口径的天线组成。此后，奥尔特又领导荷兰天文学家利用射电天文方法研究了银河系中心的结构，取得了一批重要的成果。
除此之外，奥尔特还于1957年改进了沃尔特·巴德的两种星族分类方法。他还观测到了蟹状星云辐射的偏振，证实了其辐射机制是同步辐射。
1935年到1948年期间，奥尔特担任国际天文学联合会（IAU）的秘书长，1958年又成为主席，直到1961年。退休后，他的兴趣转向星系团和宇宙的大尺度结构方面。1992年，奥尔特在莱顿去世。为纪念他，第1691号小行星被命名为“奥尔特”。